# Спенсер, Леверн
Леверн Спенсер (англ. Levern Spencer; 23 июня 1984, Кастри) — легкоатлетка из Сент-Люсии, специализирующаяся в прыжках в высоту. Шестикратная победительница чемпионатов Центральной Америки и стран Карибского бассейна по лёгкой атлетике, участница двух Олимпиад.

## Биография
Первым успехом Спенсер стала победа на чемпионате Центральной Америки и стран Карибского бассейна в 2001 году. Пятнадцатилетняя спортсменка преодолела планку на высоте 1.80 и на пять сантиметров обошла ближайших преследовательниц. Эта победа стала для Спенсер первой в серии из шести побед на этих соревнованиях (в промежутке между 2001 и 2013 годом она неизменно выигрывала состязания прыгуний в высоту за исключением соревнований в Сент-Джорджесе в 2003 году, в которых она не участвовала).
В 2005 году Спенсер дебютировала на чемпионатах мира, но в Хельсинки она в квалификации преодолела лишь высоту 1.84 и не прошла в финальные соревнования. Через два года она пробилась в финальный раунд, но в нём заняла последнее, 15-е место с результатом 1.90 м.
На Олимпиаде в Пекине Спенсер была знаменосцем сборной Сент-Люсии, а на соревнованиях выступила не особо удачно. Со второй попытки она взяла высоту 1.85, а высота 1.89 ей не покорилась, что принесло ей 27-е место и не позволило пробиться в финальную часть соревнований.
Также Люсия не смогла пройти квалификацию на чемпионатах мира в Берлине (1.89 и 24-е место) и Тэгу (1.92, 13-е место). Зато на Играх Содружества, которые проходили в 2010 году в Дели она завоевала бронзовую медаль, повторив максимальный для Сент-Люсии результат на этих соревнованиях.
На второй в карьере Олимпиаде Спенсер вновь была знаменосцем сборной. Но в соревнованиях вновь не прошла квалификацию, взяв с третьей попытки 1.90 и трижды ошиблась на высоте 1.93, которая давала право выйти в финальные соревнования.
На чемпионате мира в Москве с результатом 1.92 прошла квалификацию, но в основных соревнованиях выступила хуже, чем в квалификации, и с результатом 1.89 стала 11-й.
В 2014 году вновь выиграла бронзовую медаль на Играх Содружества.